# Adolf Maixner
Adolf Maixner (29. dubna 1877 Oráčov – 10. prosince 1957 Praha) byl český lékař působící od roku 1930 jakožto osobní lékař prezidentů Československé republiky Tomáše Garrigue Masaryka, Edvarda Beneše a prezidenta Protektorátu Čechy a Morava Emila Háchy, původním zaměřením gynekolog. Mj. byl lékařem, jenž konstatoval úmrtí u lože T. G. Masaryka, a zaměstnancem prezidentské kanceláře zůstal i po událostech Mnichovské dohody a okupace Československa Nacistickým Německem.

## Život

### Mládí a praxe
Narodil se 29. dubna 1877 v Oráčově nedaleko Rakovníka. Patrně vystudoval Lékařskou fakultu Karlo-Ferdinandovy univerzity. Odpromoval okolo roku 1905, následně pak působil jako gynekolog. Okolo roku 1910 začal působit jako ústavní lékař Tereziánského ústavu šlechtičen v areálu Pražského hradu, spolu s tím pak po jisté době získal také pozici lékaře pro zaměstnance správy Hradu, ve které vytrval i po vzniku Československa roku 1918.

### Prezidentským lékařem

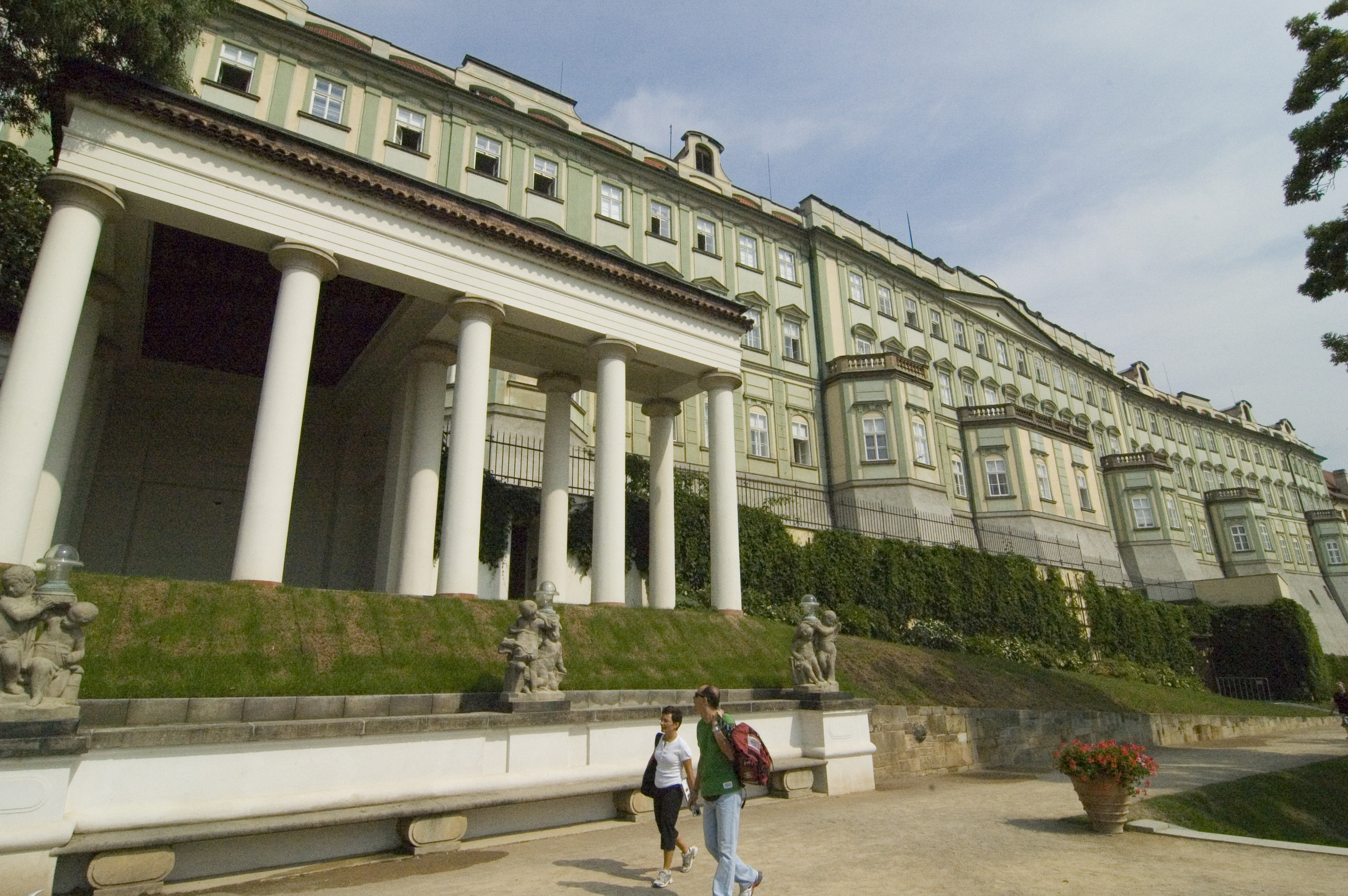
Rožmberský palác v areálu Pražského hradu, někdejší sídlo Tereziánského ústavu šlechtičen a Maxinerovo působiště

S prezidentem Masarykem se Maixner seznámil během pobytu jeho manželky Charlotty v Ústavu šlechtičen začátkem 20. let. Poté, co se v léčbě paní Masarykové Maixner osvědčil, seznámil se s prezidentem blíže a začal jej následně doprovázet na zahraničních cestách jako lékařský doprovod, neboť profesoru Ladislavu Syllabovi nadměrné cestování komplikoval vysoký věk. Poté, co Syllaba roku 1930 zemřel, nahradil Maixner jeho místo na pozici osobního prezidentova lékaře.
Poté, co TGM krátce před čtvrtými československými prezidentskými volbami prodělal lehčí mozkovou mrtvici, odmítl tuto skutečnost Maixner veřejně přiznat a v informace o prezidentově zdravotním stavu zlehčoval. Důvodem byla obava ze zatím nejisté politické pozice Edvarda Beneše, kterého si Masaryk přál za svého nástupce. Úřad nakonec v parlamentní volbě 24. května 1934 ve Velké síni Rudolfina, počtvrté a naposledy, i přes svůj špatný zdravotní stav obhájil a do funkce nastoupil, i přes skutečnosti postupného ochrnutí pravé ruky a postupující slepoty, které zapříčinilo nutnost Masarykova přednesu inauguračního slibu z paměti (text již nebyl schopen přečíst), při kterém mu muselo být napovídáno. Na funkci pak roku 1935 rezignoval. Jakožto zaměstnanec prezidentské kanceláře převzal Maixner péči o nově zvoleného prezidenta Beneše. Péče o Masaryka se však nevzdal a byl rovněž přítomen u jeho smrtelného lože 14. září 1937 ráno. Konstatoval a zaznamenal pacientovu smrt ve 3:29 ráno, zatlačil jeho oči a podvázal bradu.
Po podepsání Mnichovské dohody, záboru Sudet Nacistickým Německem a odchodu kabinetu Edvarda Beneše do exilu v Londýně zůstal Maixner v Praze a 30. listopadu 1938 úředně přebral péči nad nově zvoleným prezidentem tzv. Druhé republiky Emilem Háchou, který zůstal hlavou státu i po německé okupaci zbytku Československa a utvoření Protektorátu Čechy a Morava. Háchovo zdraví se vlivem pokračující arteriosklerózy rychle zhoršovalo, proto přestal být pro německé okupanty a české kolaboranty zajímavý, posléze ztratil nejen důvěru domácího odboje a londýnské exilové vlády. Od roku 1943 se téměř neukazoval na veřejnosti a pobýval převážně na zámku v Lánech. Koncem roku 1944 se pak s Maixnerem dostal do konfliktů ohledně jeho léčby, patrně spojenými se sílícími depresemi a také sebevražednými myšlenkami, které se u Háchy začaly projevovat. Na osobní žádost pak Maixner opustil pozici v kanceláři prezidenta republiky a nadále Háchu léčil soukromě. 13. května 1945 byl Hácha na příkaz Václava Noska zatčen na lánském zámku a dopraven do vězeňské nemocnice na Pankráci. Maixner údajně odmítl vydat jeho dokumentaci a žádal jeho převoz do sanatoria, ten však nebyl umožněn. Hácha tak 27. června 1945 ve věznici zemřel.
O časech svého působení u TGM sepsal vzpomínkovou knihu.

### Úmrtí
Adolf Maixner zemřel 10. prosince 1957 ve věku 80 let.